# Andrzej Zebrzydowski (zm. 1588)
Andrzej Zebrzydowski herbu Radwan (zm. przed 23 października 1588 roku) – podczaszy koronny, starosta sieradzki w 1588 roku, starosta piotrkowski w 1588 roku.
Studiował w Bazylei w 1568 roku, Heidelbergu w 1571 roku, Strasburgu w 1572 roku.
Poseł na sejm 1585 roku z województwa sieradzkiego. 
W czasie elekcji 1587 roku głosował na Zygmunta Wazę.